# Законодателен процес
Законодателният процес е правноустановена процедура, осъществявана от законодателната власт - парламента.
Подготовката на законопроекта по принцип е извънпарламентарна дейност, а законотворчеството е парламентарна дейност.
Законодателният процес е сложен фактически състав осъществяван по строго нормативно регламентирана процедура, преминаваща условно през няколко последователни фази:
1. законодателна инициатива;
2. обсъждане на законопроекта и
3. приемане на законопроекта чрез гласуването му в пленарна зала.

Процесът приключва резултативно или с приемането или отхвърлянето на законопроекта от парламента. След приемането и посредством обнародването на приетия такст на законопроекта, той се превръща в закон – по този начин приключва сложния законодатален фактически състав.
Удостоверяването на текста на закона се извършва чрез обнародването му в Държавен вестник, след което той и влиза в сила.
В различните страни или съюзи/общности в зависимост от правната система и системите на държавно устройство и управление по различен начин е конструиран и осъществяван законодателния процес. В България законодателният процес се регламентира основно от три нормативни акта:
1. Конституция на Република България;
2. Закона за нормативните актове и Указ 883 по прилагането му;
3. Правилник за организацията и дейността на Народното събрание.